# Alexandre de Tràcia
Alexandre de Tràcia fou fill de Lisímac de Tràcia. La seva mare era una dona odrísia de nom Macris.
El 284 aC Lisímac va fer matar el seu fill, el príncep Agàtocles, germanastre d'Alexandre, per un comandant de la guàrdia; en conèixer la notícia Alexandre va fugir a l'Àsia Menor amb la vídua de son germà i va demanar protecció a Seleuc I Nicàtor, que va accedir i es va iniciar la guerra entre els selèucides i Lisímac. Aquest darrer fou derrotat i mort a la batalla de la plana de Curopedion (281 aC) o Plana de Coros a Frígia. Alexandre va recollir el cadàver del seu pare i el va portar al Quersonès traci, on el va enterrar entre Càrdia i Pàctia.